# Lijst van senatoren uit Montana

Zegel van de staat Montana

Dit is een lijst van de senatoren voor de Amerikaanse staat Montana. De senatoren voor Montana zijn ingedeeld als Klasse I en Klasse II. De twee huidige senatoren voor Montana zijn: Steve Daines senator sinds 2015 de (senior senator) en Tim Sheehy senator sinds 2025 de (junior senator), beiden lid van Republikeinse Partij.
Een aantal prominente personen die hebben gediend als senator voor Montana zijn onder anderen: Mike Mansfield (Democratische partijleider in de senaat van 1961 tot 1977 en later ambassadeur), Paul Hatfield (later rechter voor het Hof van Beroep voor het district van Montana) en Max Baucus (later ambassadeur).

## Klasse I
| Nr.    | Senator voor Montana Senator from Montana | Senator voor Montana Senator from Montana | Senator voor Montana Senator from Montana | Ambtstermijn    | Ambtstermijn   | Partij(en) | Verkiezing(en) |
| ------ | ----------------------------------------- | ----------------------------------------- | ----------------------------------------- | --------------- | -------------- | ---------- | -------------- |
| 1      |                                           | Wilbur Sanders                            | Wilbur Sanders (1790–1856)                | 1 januari 1890  | 4 maart 1893   | R          | 1890           |
| Vacant |                                           |                                           |                                           |                 |                |            |                |
| 2      |                                           | Lee Mantle                                | Lee Mantle (1851–1934)                    | 15 januari 1895 | 4 maart 1899   | R          | 1895           |
| 3      |                                           | William Andrews Clark                     | William Andrews Clark (1839–1925)         | 4 maart 1899    | 15 mei 1900    | D          | 1899           |
| Vacant |                                           |                                           |                                           |                 |                |            | 1899           |
| 4      |                                           | Paris Gibson                              | Paris Gibson (1830–1920)                  | 4 maart 1901    | 4 maart 1905   | D          | 1901           |
| 5      |                                           | Thomas Carter                             | Thomas Carter (1854–1911)                 | 4 maart 1905    | 4 maart 1911   | R          | 1905           |
| 6      |                                           | Henry Myers                               | Henry Myers (1862–1943)                   | 4 maart 1911    | 4 maart 1923   | D          | 1911           |
| 6      | 1916                                      | Henry Myers                               | Henry Myers (1862–1943)                   | 4 maart 1911    | 4 maart 1923   | D          |                |
| 7      |                                           | Burton Wheeler                            | Burton Wheeler (1882–1975)                | 4 maart 1923    | 3 januari 1947 | D          | 1922           |
| 7      | 1928                                      | Burton Wheeler                            | Burton Wheeler (1882–1975)                | 4 maart 1923    | 3 januari 1947 | D          |                |
| 7      | 1934                                      | Burton Wheeler                            | Burton Wheeler (1882–1975)                | 4 maart 1923    | 3 januari 1947 | D          |                |
| 7      | 1940                                      | Burton Wheeler                            | Burton Wheeler (1882–1975)                | 4 maart 1923    | 3 januari 1947 | D          |                |
| 8      |                                           | Zales Ecton                               | Zales Ecton (1898–1961)                   | 3 januari 1947  | 3 januari 1953 | R          | 1946           |
| 9      |                                           | Mike Mansfield                            | Mike Mansfield (1903–2001)                | 3 januari 1953  | 3 januari 1977 | D          | 1952           |
| 9      | 1968                                      | Mike Mansfield                            | Mike Mansfield (1903–2001)                | 3 januari 1953  | 3 januari 1977 | D          |                |
| 9      | 1964                                      | Mike Mansfield                            | Mike Mansfield (1903–2001)                | 3 januari 1953  | 3 januari 1977 | D          |                |
| 9      | 1970                                      | Mike Mansfield                            | Mike Mansfield (1903–2001)                | 3 januari 1953  | 3 januari 1977 | D          |                |
| 10     |                                           | John Melcher                              | John Melcher (1924–2018)                  | 3 januari 1977  | 3 januari 1989 | D          | 1976           |
| 10     | 1982                                      | John Melcher                              | John Melcher (1924–2018)                  | 3 januari 1977  | 3 januari 1989 | D          |                |
| 11     |                                           | Conrad Burns                              | Conrad Burns (1935–2016)                  | 3 januari 1989  | 3 januari 2007 | R          | 1988           |
| 11     | 1994                                      | Conrad Burns                              | Conrad Burns (1935–2016)                  | 3 januari 1989  | 3 januari 2007 | R          |                |
| 11     | 2000                                      | Conrad Burns                              | Conrad Burns (1935–2016)                  | 3 januari 1989  | 3 januari 2007 | R          |                |
| 12     |                                           | Jon Tester                                | Jon Tester (1956)                         | 3 januari 2007  | 3 januari 2025 | D          | 2006           |
| 12     | 2012                                      | Jon Tester                                | Jon Tester (1956)                         | 3 januari 2007  | 3 januari 2025 | D          |                |
| 12     | 2018                                      | Jon Tester                                | Jon Tester (1956)                         | 3 januari 2007  | 3 januari 2025 | D          |                |
| 13     |                                           | Tim Sheehy                                | Tim Sheehy (1985)                         | 3 januari 2025  | heden          | R          | 2024           |

## Klasse II
| Nr.    | Senator voor Montana Senator from Montana | Senator voor Montana Senator from Montana | Senator voor Montana Senator from Montana | Ambtstermijn     | Ambtstermijn     | Partij(en) | Verkiezing(en) |
| ------ | ----------------------------------------- | ----------------------------------------- | ----------------------------------------- | ---------------- | ---------------- | ---------- | -------------- |
| 1      |                                           | Thomas Power                              | Thomas Power (1839–1923)                  | 1 januari 1890   | 4 maart 1895     | R          | 1890           |
| 2      |                                           | Thomas Carter                             | Thomas Carter (1854–1911)                 | 4 maart 1895     | 4 maart 1901     | R          | 1895           |
| 3      |                                           | William Andrews Clark                     | William Andrews Clark (1839–1925)         | 4 maart 1901     | 4 maart 1907     | D          | 1901           |
| 4      |                                           | Joseph Dixon                              | Joseph Dixon (1867–1934)                  | 4 maart 1907     | 4 maart 1913     | R          | 1907           |
| 5      |                                           | Thomas Walsh                              | Thomas Walsh (1859–1933)                  | 4 maart 1913     | 2 maart 1933     | D          | 1913           |
| 5      | 1918                                      | Thomas Walsh                              | Thomas Walsh (1859–1933)                  | 4 maart 1913     | 2 maart 1933     | D          |                |
| 5      | 1924                                      | Thomas Walsh                              | Thomas Walsh (1859–1933)                  | 4 maart 1913     | 2 maart 1933     | D          |                |
| 5      | 1930                                      | Thomas Walsh                              | Thomas Walsh (1859–1933)                  | 4 maart 1913     | 2 maart 1933     | D          |                |
| Vacant |                                           |                                           |                                           |                  |                  |            |                |
| 6      |                                           | John Erickson                             | John Erickson (1863–1946)                 | 13 maart 1933    | 6 november 1934  | D          |                |
| 7      |                                           | James Murray                              | James Murray (1876–1961)                  | 6 november 1934  | 3 januari 1961   | D          |                |
| 7      | D                                         | James Murray                              | James Murray (1876–1961)                  | 6 november 1934  | 3 januari 1961   | 1934       |                |
| 7      | D                                         | James Murray                              | James Murray (1876–1961)                  | 6 november 1934  | 3 januari 1961   | 1936       |                |
| 7      | D                                         | James Murray                              | James Murray (1876–1961)                  | 6 november 1934  | 3 januari 1961   | 1942       |                |
| 7      | D                                         | James Murray                              | James Murray (1876–1961)                  | 6 november 1934  | 3 januari 1961   | 1948       |                |
| 7      | D                                         | James Murray                              | James Murray (1876–1961)                  | 6 november 1934  | 3 januari 1961   | 1954       |                |
| 8      |                                           | Lee Metcalf                               | Lee Metcalf (1911–1978)                   | 3 januari 1961   | 12 januari 1978  | D          | 1960           |
| 8      | 1966                                      | Lee Metcalf                               | Lee Metcalf (1911–1978)                   | 3 januari 1961   | 12 januari 1978  | D          |                |
| 8      | 1972                                      | Lee Metcalf                               | Lee Metcalf (1911–1978)                   | 3 januari 1961   | 12 januari 1978  | D          |                |
| Vacant |                                           |                                           |                                           |                  |                  |            |                |
| 9      |                                           | Paul Hatfield                             | Paul Hatfield (1928–2000)                 | 12 januari 1978  | 14 december 1978 | D          |                |
| Vacant |                                           |                                           |                                           |                  |                  |            |                |
| 10     |                                           | Max Baucus                                | Max Baucus (1941)                         | 15 december 1978 | 6 februari 2014  | D          |                |
| 10     | 1978                                      | Max Baucus                                | Max Baucus (1941)                         | 15 december 1978 | 6 februari 2014  | D          |                |
| 10     | 1984                                      | Max Baucus                                | Max Baucus (1941)                         | 15 december 1978 | 6 februari 2014  | D          |                |
| 10     | 1990                                      | Max Baucus                                | Max Baucus (1941)                         | 15 december 1978 | 6 februari 2014  | D          |                |
| 10     | 1996                                      | Max Baucus                                | Max Baucus (1941)                         | 15 december 1978 | 6 februari 2014  | D          |                |
| 10     | 2002                                      | Max Baucus                                | Max Baucus (1941)                         | 15 december 1978 | 6 februari 2014  | D          |                |
| 10     | 2008                                      | Max Baucus                                | Max Baucus (1941)                         | 15 december 1978 | 6 februari 2014  | D          |                |
| Vacant |                                           |                                           |                                           |                  |                  |            |                |
| 11     |                                           | John Walsh                                | John Walsh (1960)                         | 10 februari 2014 | 3 januari 2015   | D          |                |
| 12     |                                           | Steve Daines                              | Steve Daines (1962)                       | 3 januari 2015   | heden            | R          | 2014           |
| 12     | 2020                                      | Steve Daines                              | Steve Daines (1962)                       | 3 januari 2015   | heden            | R          |                |

Alabama: Tuberville (R) · Britt (R)
Alaska: Murkowski (R) · Sullivan (R)
Arizona: Kelly (D) · Gallego (D)
Arkansas: Boozman (R) · Cotton (R)
Californië: Padilla (D) · Schiff (D)
Colorado: Bennet (D) · Hickenlooper (D)
Connecticut: Blumenthal (D) · Murphy (D)
Delaware: Coons (D) · Blunt Rochester (D)
Florida: R. Scott (R) · Moody (R)
Georgia: Ossoff (D) · Warnock (D)
Hawaï: Schatz (D) · Hirono (D)
Idaho: Crapo (R) · Risch (R)
Illinois: Durbin (D) · Duckworth (D)
Indiana: Young (R) · Banks (R)
Iowa: Grassley (R) · Ernst (R)
Kansas: Moran (R) · Marshall (R)
Kentucky: McConnell (R) · Paul (R)
Louisiana: Cassidy (R) · Kennedy (R)
Maine: Collins (R) · King (O)
Maryland: Van Hollen (D) · Alsobrooks (D)
Massachusetts: Warren (D) · Markey (D)
Michigan: Peters (D) · Slotkin (D)
Minnesota: Klobuchar (D) · Smith (D)
Mississippi: Wicker (R) · Hyde-Smith (R)
Missouri: Hawley (R) · Schmitt (R)
Montana: Daines (R) · Sheehy (R)
Nebraska: Fischer (R) · Ricketts (R)
Nevada: Cortez Masto (D) · Rosen (D)
New Hampshire: Shaheen (D) · Hassan (D)
New Jersey: Booker (D) · Kim (D)
New Mexico: Heinrich (D) · Luján (D)
New York: Schumer (D) · Gillibrand (D)
North Carolina: Tillis (R) · Budd (R)
North Dakota: Hoeven (R) · Cramer (R)
Ohio: Moreno (R) · Husted (R)
Oklahoma: Lankford (R) · Mullin (R)
Oregon: Wyden (D) · Merkley (D)
Pennsylvania: Fetterman (D) · McCormick (R)
Rhode Island: Reed (D) · Whitehouse (D)
South Carolina: Graham (R) · T. Scott (R)
South Dakota: Thune (R) · Rounds (R)
Tennessee: Blackburn (R) · Hagerty (R)
Texas: Cornyn (R) · Cruz (R)
Utah: Lee (R) · Curtis (R)
Vermont: Sanders (O) · Welch (D)
Virginia: Warner (D) · Kaine (D)
Washington: Murray (D) · Cantwell (D)
West Virginia: Moore Capito (R) · Justice (R)
Wisconsin: Johnson (R) · Baldwin (D)
Wyoming: Barrasso (R) · Lummis (R)
(D): Democraat · (R): Republikein · (O): Onafhankelijk